# Hypsilophodon
Hypsilophodon (/ˌhɪps[invalid input: 'ɨ']ˈlɒf[invalid input: 'ɵ']dɒn/; nghĩa là "răng Hypsilophus") là một chi khủng long ornithopoda sống vào thời kỳ Creta sớm tại Anh.
Những dấu vết đầu tiên của Hypsilophodon được tìm thấy năm 1849; loài điển hình, Hypsilophodon foxii, được đặt tên năm 1869. Nó là một chi động vật đi hai chân ăn thực vật và cả thể còn ăn tạp. Hypsilophodon đạt chiều dài 1,8 mét (5,9 ft), nặng chừng 20 kg (45 lbs), và có khả năng chạy nhanh. 